# Robert Eringer
Robert Eringer (né le 5 octobre 1954) est un blogueur américain basé à Santa Barbara en Californie.

## Carrière
Entre 1977 et 1990, Robert Eringer a vécu à Londres, où il a travaillé pour des tabloïds anglais, notamment The Sunday Mirror et le News of the World[réf. souhaitée]. 

### Missions pour les services secrets
Robert Eringer affirme avoir effectué des missions pour la CIA et le FBI entre 1990 et 2002.
Selon Jeff Stein, il fut rétribué par Ken Feld, propriétaire du cirque Ringling Brothers, et Clair George. Leur but était de ruiner la carrière professionnelle et la vie personnelle de la journaliste Jan Pottker (ou Janice), qui était sur le point de publier un livre révélant des actes présumés de maltraitance d'animaux et de travaux effectués par des enfants au sein du cirque Ringling Brothers. Afin d'empêcher la parution cet ouvrage, Ken Feld déboursa près de 2.3 millions USD pour espionner et surveiller Jan Pottker. Celle-ci fut manipulée pendant 8 ans par Robert Eringer, qui avait progressivement réussi à s'imposer en tant que partenaire, ami et confident[source insuffisante].

### Bedlam Bar & Restaurant
Robert Eringer et son frère Michael furent durant les années 2000 propriétaires et gérants du Bedlam Bar & Restaurant, situé à Londres. Il y expose des œuvres très controversées, notamment des dessins de Charles Bronson, qu'il sollicita spécialement pour l'inauguration du bar[source insuffisante]. 

### Monaco
En 2002, Robert Eringer est recruté par le prince Albert II de Monaco en qualité de consultant. Robert Eringer est finalement limogé par Albert II en 2007[source insuffisante]. 
Stéphane Bern, dans un article publié en 2009 dans La Tribune de Genève, mentionne les « accusations infondées d’un faux espion mais vrai escroc, Robert Eringer, dont il suffit de lire le blog pour mesurer les ravages de sa mythomanie. ».

## Opération de dénigrement
En 2023, Heidi.news indique que l'agence suisse Alp Services a contribué pour le compte du prince Albert II de Monaco à « salir Robert Eringer, l’ancien chef des services de sécurité de la principauté qui, licencié brutalement, menace de révéler des secrets compromettants sur son altesse ». Cette opération « Kazou » invente une experte en psychologie pour détruire sa réputation, elle aura été facturée 1,5 million de francs par l'entreprise Alp Services.